# Prunus cerasoides
Prunus cerasoides — вид квіткових рослин із підродини мигдалевих (Amygdaloideae).

## Біоморфологічна характеристика
Це листопадне дерево, яке зазвичай росте приблизно 3–10 метрів у висоту, але у виняткових випадках досягає 30 метрів. Багряно-чорний яйцеподібний плід має діаметр ≈ 15 мм і містить одне велике насіння.

## Поширення, екологія
Ареал: пн.-сх. Пакистан, пн. Індія, південний Китай (Юньнань, Тибет), Непал, Бутан, М'янма, пн. Таїланд, пн. Лаос, пн. В'єтнам, Шрі Ланка. Населяє ліси в ярах; на висотах від 700 до 3700 метрів.

## Використання
Рослина збирається з дикої природи для місцевого використання як їжа, ліки та джерело матеріалів. Його іноді культивують заради їстівних плодів, особливо в межах його рідного ареалу, і часто вирощують як декоративну. Плоди кислі й терпкі, їх лише іноді їдять сирими, але частіше варять чи переробляють на бренді. Отриману зі стовбура гумку можна використовувати як замінник трагакантової камеді. Сік кори застосовують зовнішньо для лікування болю в спині. Олію використовують у фармацевтичних цілях. Цей вид є значним джерелом нектару для бджіл. З листя можна отримати зелений барвник. Насіння використовують як намистини в намистах і чотках. Рослина є третинним генетичним родичем і щепленим родичем культивованої черешні (Prunus avium), тому її можна використовувати як донора генів для покращення врожаю. Кора — джерело дубильних речовин. Серцевинка деревини червона з гарним сріблястим зерном; заболонь біла. Деревина привабливого кольору помірно тверда, міцна, довговічна, ароматична та стійка до термітів. Використовується в столярній справі та для декоративних меблів. Гілки, пагони і саджанці використовують для виготовлення палиць. Священна рослина в індуїстській міфології, рослина має культурне значення в Таїланді та Індії. Місцеве населення ніколи не рубає все дерево і використовує в обрядах тільки його гілочки, оскільки дрова заборонено використовувати як паливо..

## Галерея

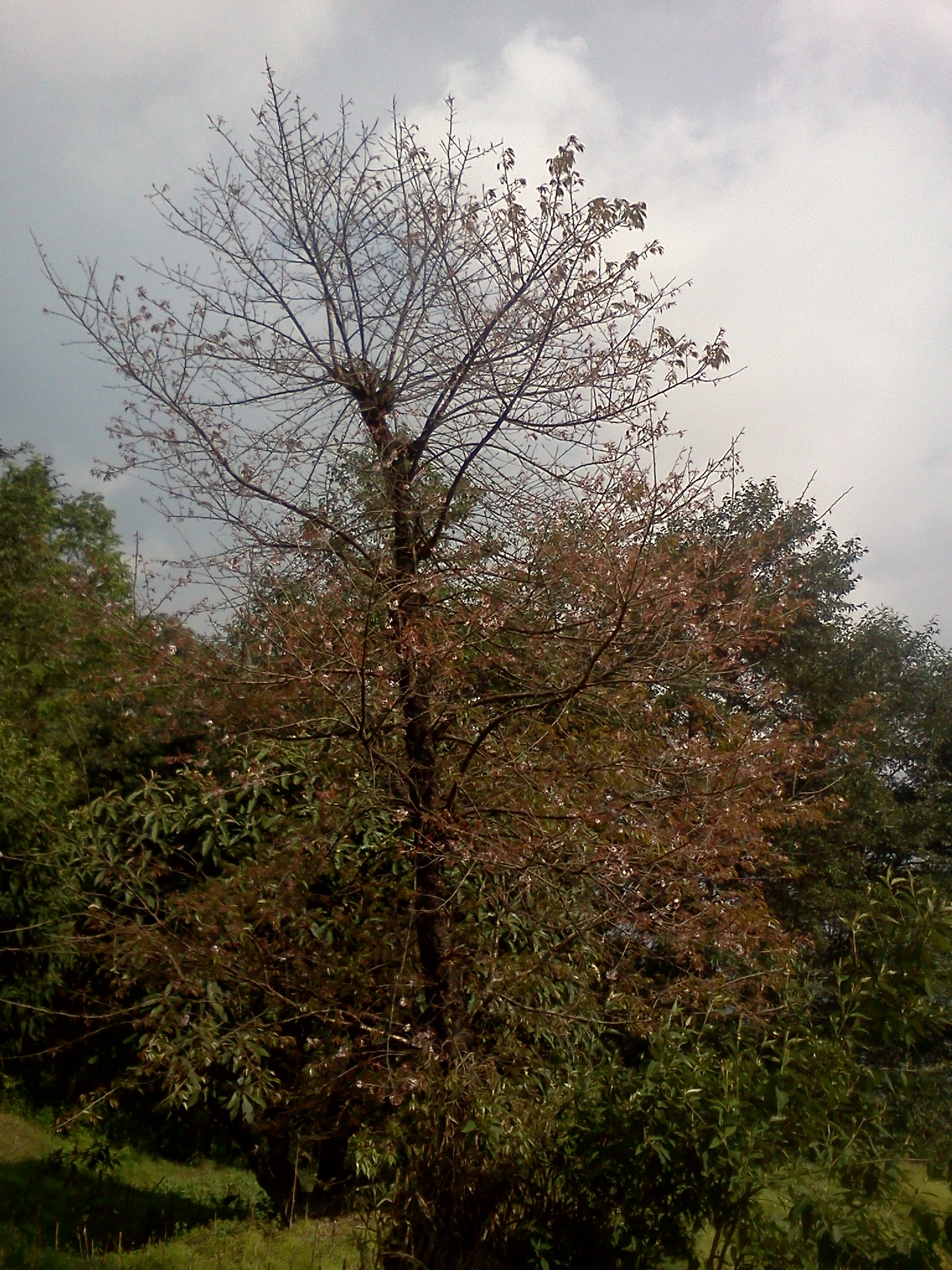
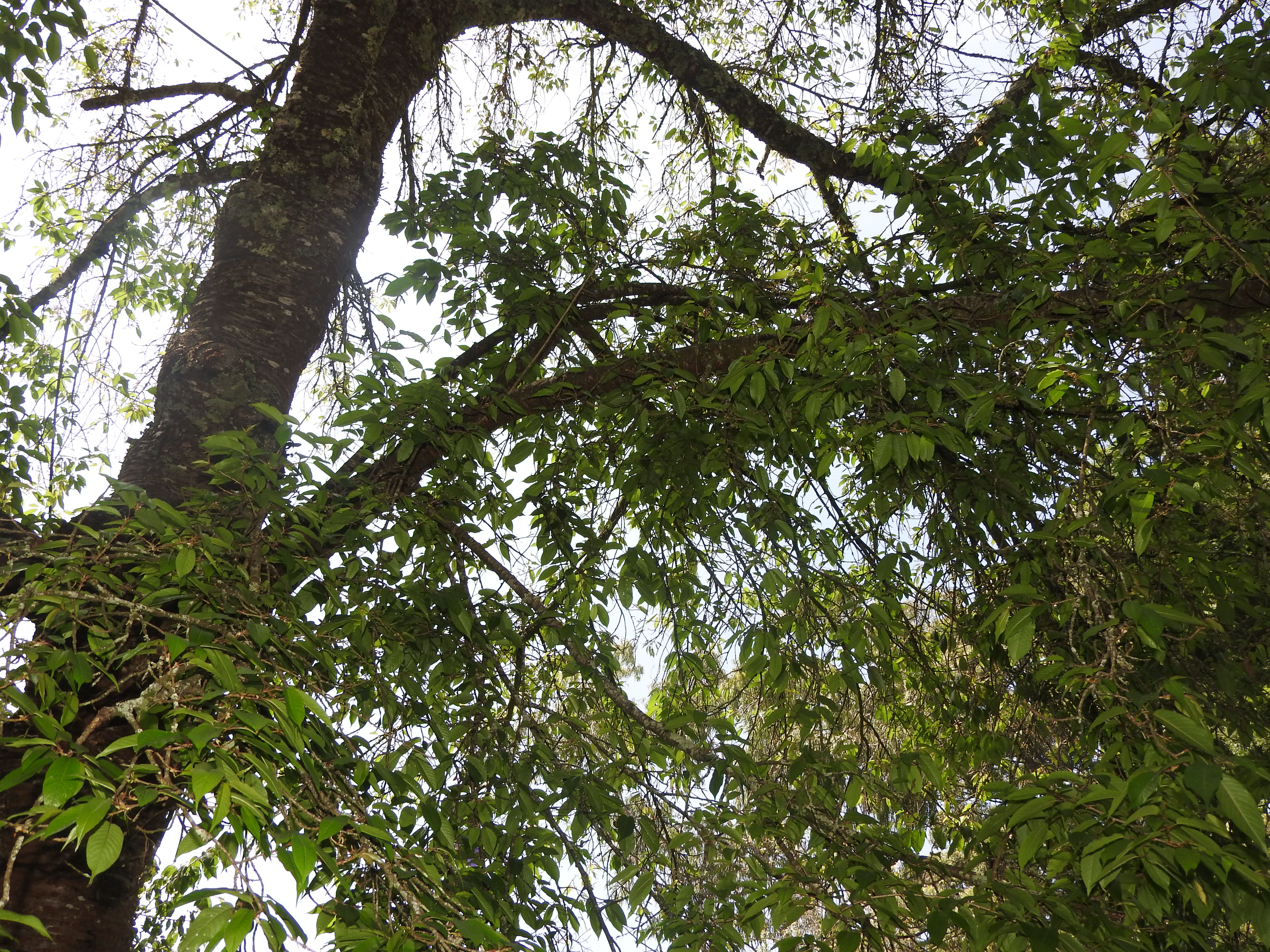
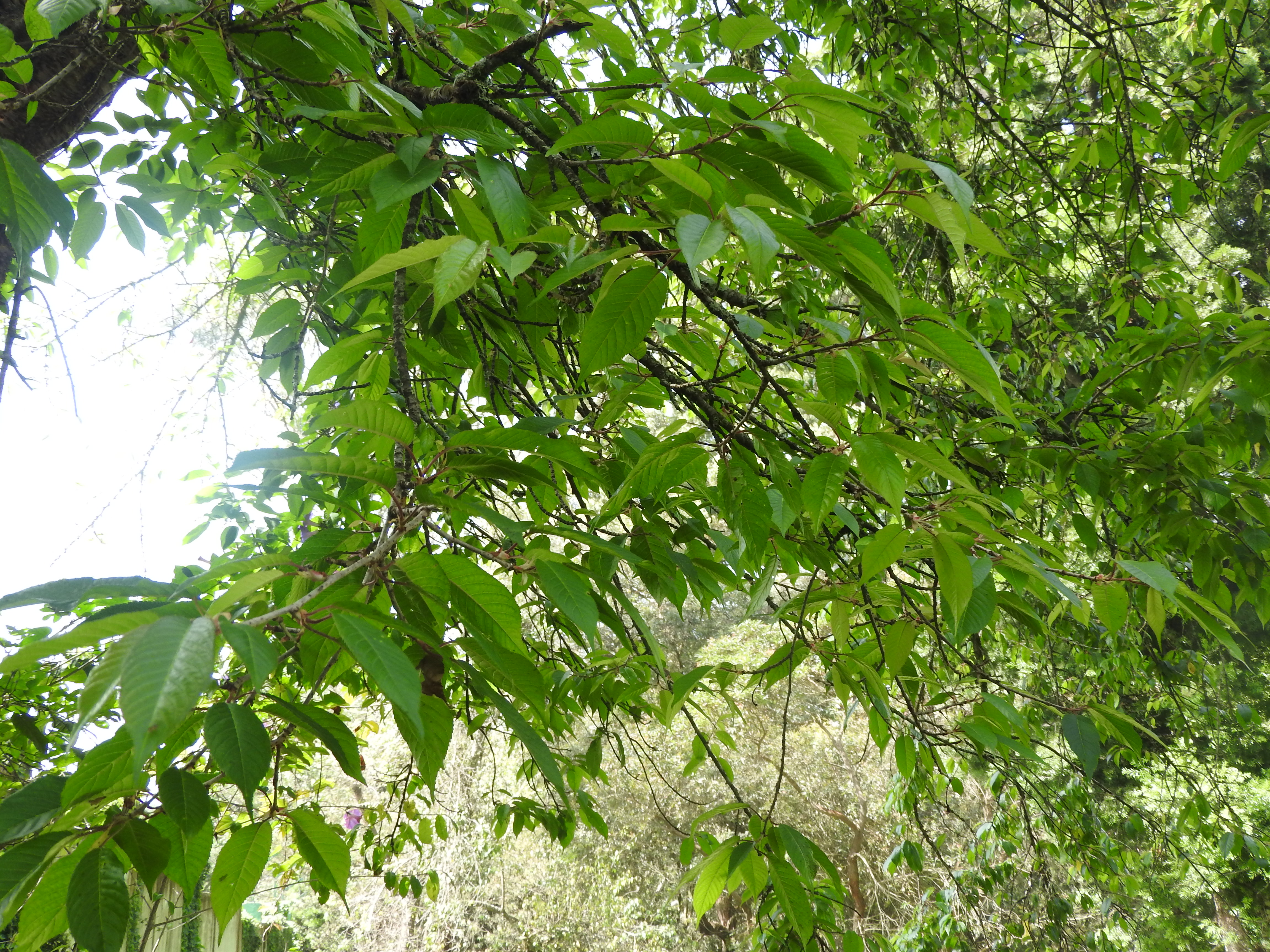
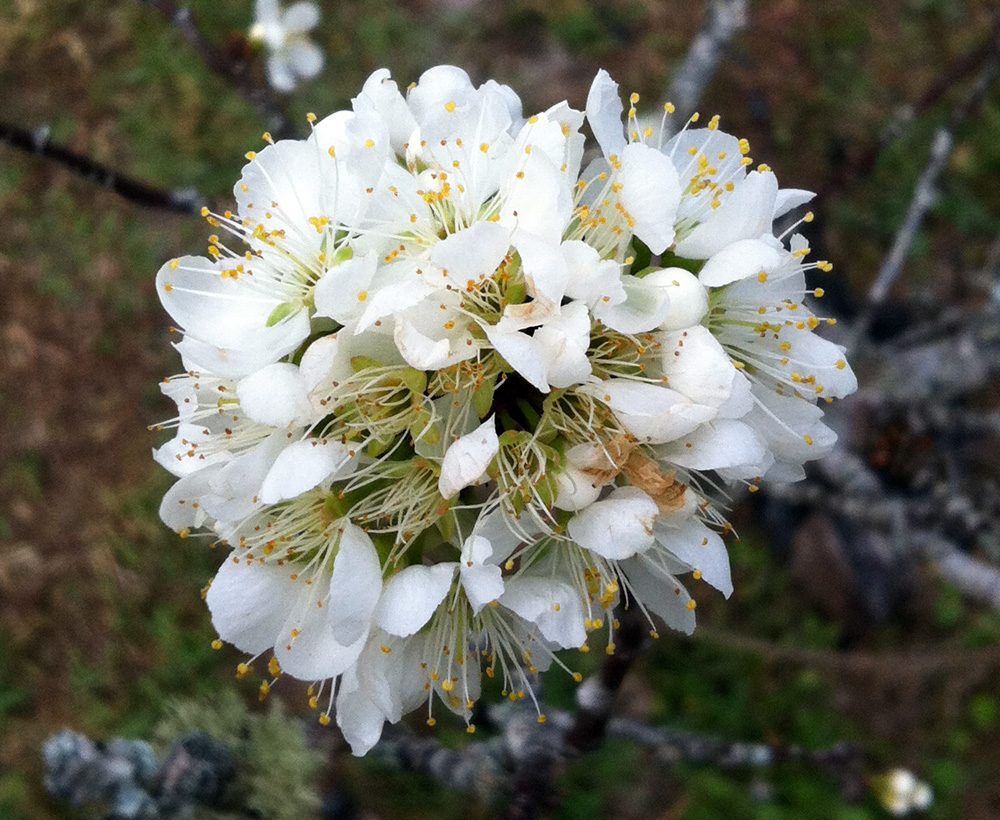
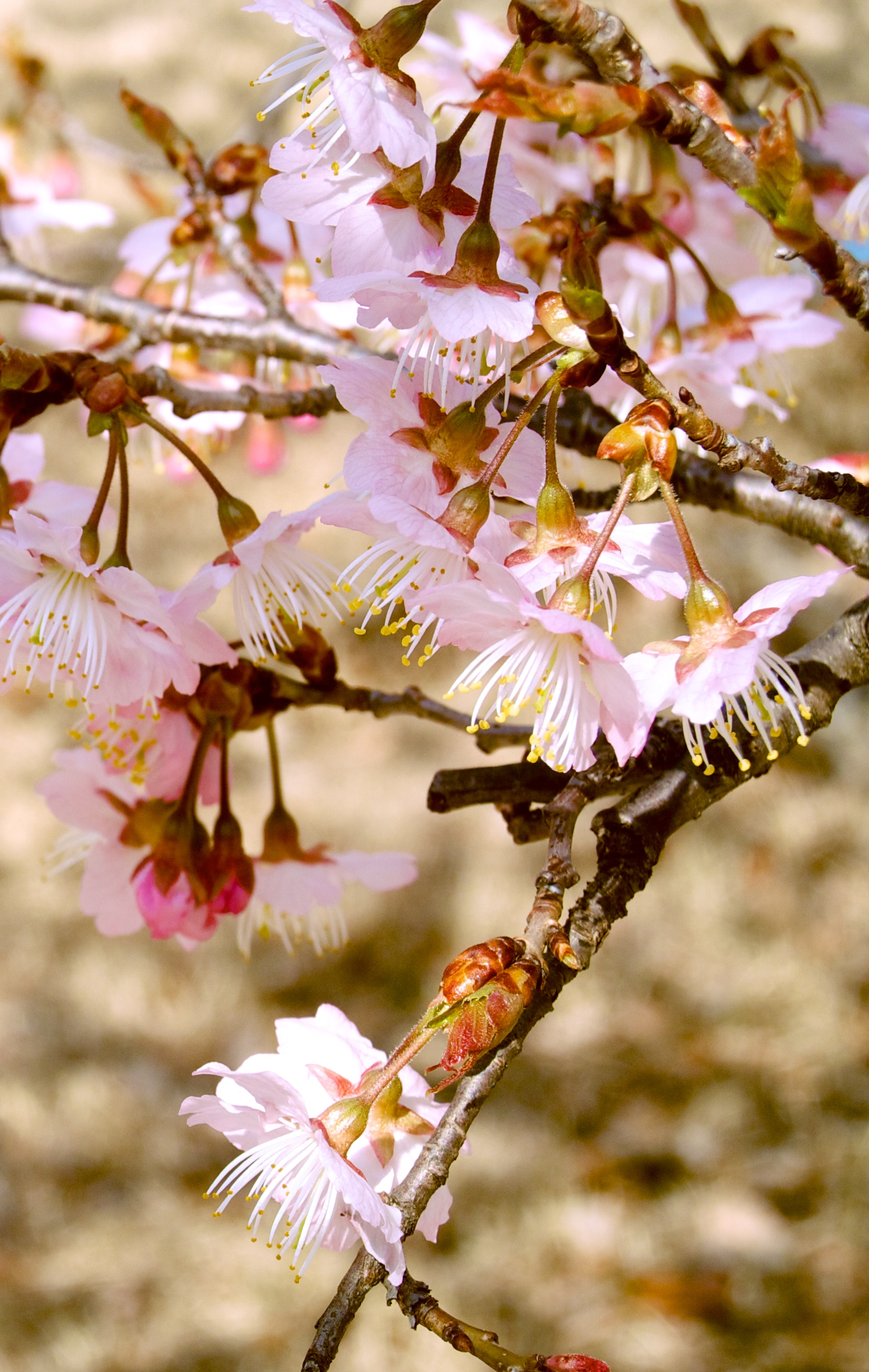
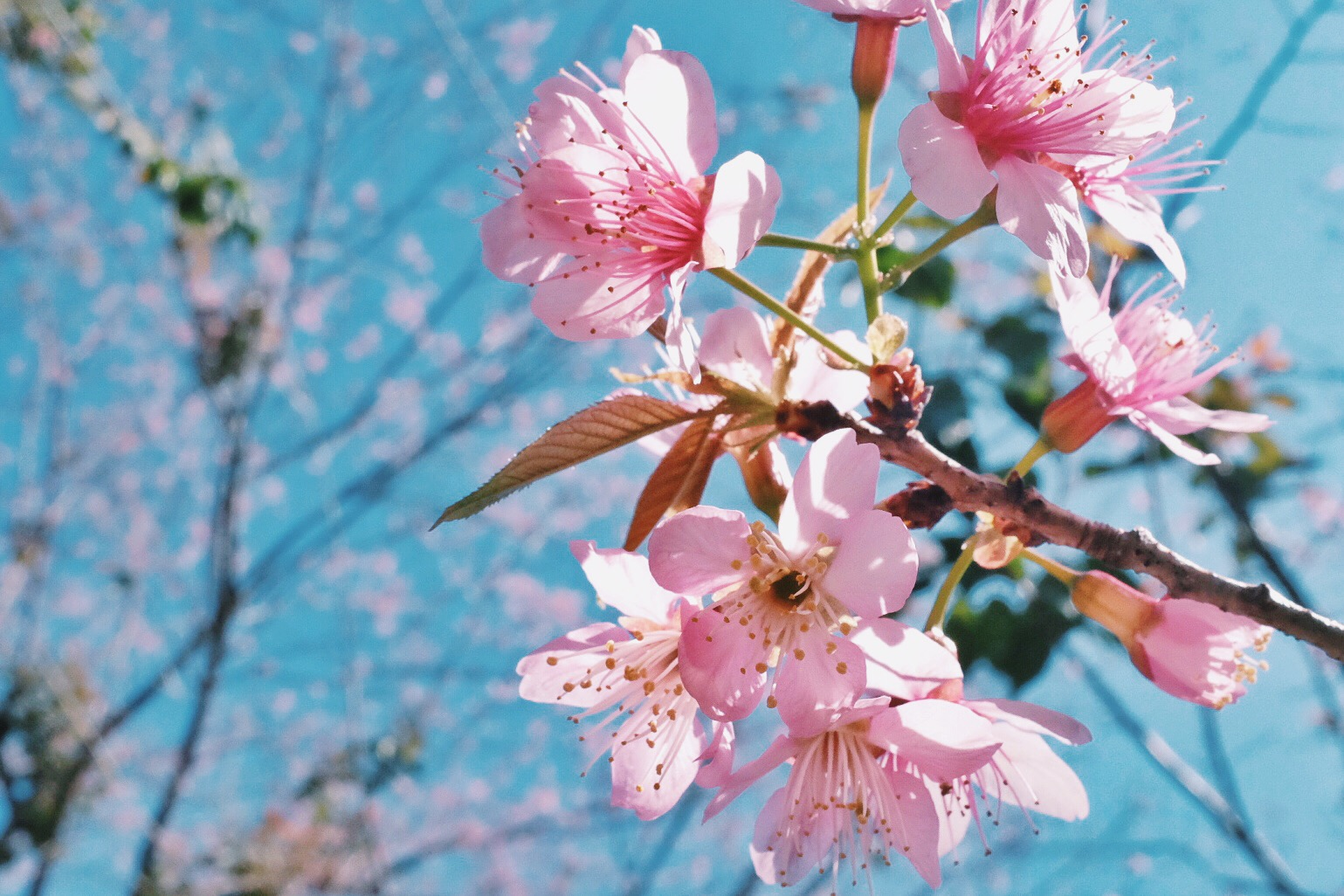